# Liste der Baudenkmale in Vechelde
In der Liste der Baudenkmale in Vechelde sind die Baudenkmale der niedersächsischen Gemeinde Vechelde und ihrer Ortsteile aufgelistet. Der Stand der Liste ist der 26. Dezember 2022. Die Quelle der Baudenkmale ist der Denkmalatlas Niedersachsen.

## Allgemein
In den Spalten befinden sich folgende Informationen:
- Lage: die Adresse des Baudenkmales und die geographischen Koordinaten. Kartenansicht, um Koordinaten zu setzen. In der Kartenansicht sind Baudenkmale ohne Koordinaten mit einem roten Marker dargestellt und können in der Karte gesetzt werden. Baudenkmale ohne Bild sind mit einem blauen Marker gekennzeichnet, Baudenkmale mit Bild mit einem grünen Marker.
- Bezeichnung: Bezeichnung des Baudenkmales
- Beschreibung: die Beschreibung des Baudenkmales. Unter § 3 Abs. 2 NDSchG werden Einzeldenkmale und unter § 3 Abs. 3 NDSchG Gruppen baulicher Anlagen und deren Bestandteile ausgewiesen.
- ID: die Objekt-ID des Baudenkmales
- Bild: ein Bild des Baudenkmales, ggf. zusätzlich mit einem Link zu weiteren Fotos des Baudenkmals im Medienarchiv Wikimedia Commons. Wenn man auf das Kamerasymbol klickt, können Fotos zu Baudenkmalen aus dieser Liste hochgeladen werden:

## Bettmar
| Lage                                            | Bezeichnung               | Beschreibung | ID       | Bild           |
| ----------------------------------------------- | ------------------------- | --- | -------- | -------------- |
| An der Eiche 4 52° 15′ 33″ N, 10° 19′ 37″ O     | Wohn-/ Wirtschaftsgebäude | Zweigeschossiger Fachwerkbau in Stockwerksbauweise, Ständerbauweise an Ostgiebelwand, auf Sandsteinsockel unter Satteldach. OG kragt hofseitig über profilierten Balkenköpfen und Füllhölzern leicht hervor. Wirtschaftsteil im Südosten, Wohnteil im Nordwesten. | 31365220 | BW             |
| Breite Straße 12 52° 15′ 26″ N, 10° 19′ 48″ O   | Wohnhaus                  | Zweigeschossiges traufständiges Fachwerkhaus in Stockwerksbauweise auf Sandsteinsockel unter Mansarddach. Ältere Nordteil mit mittigem Zwerchhaus, übergiebelt mit Satteldach. Im neueren Südteil repräsentative Eingangstür. Tw. Krempziegelbehang und Fenstereinfassungen mit Schieferplatten. In Diele erhaltene Innenmalereien, im OG Saal. | 31365243 | BW             |
| Breite Straße 12 52° 15′ 26″ N, 10° 19′ 47″ O   | Stallscheune              | Zweigeschossiger Fachwerkbau auf Sandsteinsockel unter Halbwalmdach mit Giebeltrapezen in Krempziegeldeckung. Quereinfahrt hofseitig. | 31365260 | BW             |
| Breite Straße 16 52° 15′ 24″ N, 10° 19′ 43″ O   | Saalbau                   | Giebelständiger Massivbau aus rotem Backstein mit Wandvorlagen und Traufgesims, Südseite verputzt. Abgeknickter Giebel im Osten. Zollinger-Dach aus flacher Tonne mit Rauten-Lamellen-Netzwerk aus Holzbrettern. Horizontale Verspannung aus Rundstahl-Zugbändern. | 31365277 | BW             |
| Breite Straße 23 52° 15′ 20″ N, 10° 19′ 39″ O   | Wohnhaus                  | Zweigeschossiger Massivbau aus gelben Backstein, unterkellert, auf hohen Sandsteinsockel auf Kalksteingründung unter Walmdach in Betonpfannendeckung mit ausgebauten Dachgeschoss und Spitzboden. Symmetrische Fassadengliederung mit Mittelrisalit auf allen drei Seiten, Geschoss- und Traufgesims in Ziersteinsetzung. Risalitgestaltung in neugotischen Spitzbogenformen, im Giebelfeld der Westfassade Maßwerksrose, einem Kirchenfenster entsprechend. Die die Risalite flankierenden Fenster in Segmentbogenform, Fenstersohlbänke in Sandstein. OG der Westfassade und des Nordrisalites mit Blechplattenbehang, dort jeweils weiß gestrichene Fassade. Nördlicher massiver Balkonanbau von 1925 auf Sandsteinkonsolen, darunter eine Büste des Hof-Erbauers Heinrich Hansen.     | 31365295 | BW             |
| Breite Straße 23 52° 15′ 19″ N, 10° 19′ 38″ O   | Stall                     | Südostflügel der Hofanlage in rotem Backstein auf Sandsteinsockel unter abgewinkeltem Satteldach in Krempziegeldeckung. Fassade mit Wandvorlagen sowie Ziersteinsetzungen in Deckenhöhe, am Nordgiebel der Scheune, in den Korbbögen der Einfahrten und in den Segmentbögen der Stallfenster im EG. Die Fenstersohlbänke werden von kleinen Backsteinkonsolen gestützt. Hofseitig ein Remisenvordach auf Kopfbändern. | 31365318 | BW             |
| Breite Straße 23 52° 15′ 20″ N, 10° 19′ 38″ O   | Hoftor                    | Vier profilierte Sandsteinpfeilern in neogotischer Stilistik mit Kreuzdachkapitellen, sowie schmiedeeisernem Eisengitter aus vier vegetabil ornamentierten und im Bogen geschwungenen Torflügeln. | 31365335 | BW             |
| Damm 4 52° 15′ 30″ N, 10° 19′ 32″ O             | Hoftor                    | Hofeinfahrt aus drei kannelierten Sandsteinpfeilern, auskragenden Kapitellen mit krönender Kugel, Prellsteinen und schmiedeeisernen Torflügeln mit Zierspitzen. Im Norden anschließender schmiedeeiserner Zaun. | 31365359 | BW             |
| Damm 5 52° 15′ 29″ N, 10° 19′ 31″ O             | Einfriedung               | Straßenseitige Grundstückseinfriedung mit zwei Toreinfahrten und Zaun. Nördliche Toreinfriedung mit drei Sandsteinpfeilern mit Kapitellen in Jugendstilformen. Gitter-Torflügel ebenfalls im streng symmetrischen Jugendstilornamentik, Zaun in gleicher Gestaltung. Südliche Toreinfahrt schlichter mit Sandsteinpfeilern klassizistischer Stilistik mit Prellsteinen sowie Torflügeln mit längenalternierenden Sprossen mit Zierspitzen. | 31365380 | BW             |
| Kreuzstraße 2 52° 15′ 31″ N, 10° 19′ 46″ O      | Kirche                    | Die evangelische Dorfkirche Bettmar ist eine Saalkirche aus Bruchstein unter Satteldach mit geradem Chorabschluss und rechteckigen Westturm. Im Langschiff Eingänge mit darüberliegenden Fenstern auf Südseite sowie große sandsteingefasste Fenster mit Segmentbögen. Im Chor gotisches wohl wiederverwendetes Ostfenster mit genasten Spitzbögen, daran Renovierungsinschrift von 1679, eingelassene Epitaphien an Außenwand. Westturm mit Lichtfenstern, gekuppelten Schallarkaden sowie Spitzbogenfenstern im Glockengeschoss, mit kupfergedeckten Knickhelm. Prachtvoller Kanzelaltar und U-förmig geschwungene Empore von 1766. 1985/86 Wiederherstellung der Farbfassung von 1766 sowie Freilegung einiger Reste der dekorativen Ausmalung des Hofdekorationsmalers Adolf Quensen. | 31365401 | Weitere Bilder |
| Kreuzstraße 2 52° 15′ 31″ N, 10° 19′ 46″ O      | Gefallenendenkmal         | Steinernes Gefallenendenkmal für den Ersten und Zweiten Weltkrieg. Platzanlage mit zentralem Postament mit bekrönendem Eisernen Kreuz sowie zwei flankierenden massiven Inschriftentafeln. | 31365465 |                |
| Kreuzstraße 2 52° 15′ 31″ N, 10° 19′ 47″ O      | Ehrenmal                  | Sandsteinobelisk auf Postament mit stufenweisen Unterbau. Im Postament allseitige Inschriften, mit Widmung der Gemeinde zum siegreichen Deutsch-Französischen Krieg, Namenslisten der aus dem Orte stammenden und gefallenen Soldaten. Darüber Obelisk mit allseitigen Reliefs mit Laubkranz, gekreuzten Schwertern, Eisernem Kreuz und Krone sowie gemeißelten Widmungsversen, abgeschlossen durch eine vollplastische Skulptur eines preußischen Adlers. | 31365442 |                |
| Kreuzstraße 2 52° 15′ 31″ N, 10° 19′ 44″ O      | Kirchhof                  | Als ehemaliger Friedhof der Gemeinde mit historischen Grabmalen, darunter Epitaphien aus dem 18. Jh. und Grabsteine aus dem 19. und 20. Jh., sowie Baumbestand. | 31365424 | BW             |
| Molkereistraße 7 52° 15′ 27″ N, 10° 19′ 35″ O   | Hoftor                    | Südliche Toreinfahrt zum Wirtschaftshof mit drei profilierten Sandsteinpfeilern und alten schmiedeeisernen Torflügeln. Die Torpfeiler besitzen Reliefs in Form von Rauten, abgeschlossen durch auskragende Abdeckplatte mit Kugel. Im Torpfeiler gemeißelte Datierung auf 1909. | 31365486 | BW             |
| Molkereistraße 8 52° 15′ 27″ N, 10° 19′ 37″ O   | Wohnhaus                  | Zweigeschossiges Fachwerkgebäude in Stockwerksbauweise, im Ostteil unterkellert, auf Sandsteinsockel unter Krüppelwalmdach in Krempziegeldeckung von 1877. Symmetrisches Fachwerkgefüge mit gelb gestrichener Ziegelausfachung, hofseitig Zwerchhaus in Mittelachse. Westgiebel in Schieferdeckung, Giebeldreieck und Seitenwände des Zwerchhauses mit Faserzementplattenbehang. | 31365507 | BW             |
| Ohestraße 1 52° 15′ 33″ N, 10° 19′ 44″ O        | Wohnhaus                  | Zweigeschossiger, giebelständiger Fachwerkbau in Stockwerksbauweise auf Sandsteinsockel, im Südteil unterkellert, unter Krüppelwalmdach. Giebeltrapeze und südliches OG mit Pfannenbehang. Symmetrischer Fachwerkabbund mit dreifeldigen Streben sowie hell gestrichener Backsteinausfachung. Alte Fenster erhalten, südlicher Anbau aus Holz mit massiver Ostwand. | 31365528 | BW             |
| Ohestraße 1 52° 15′ 32″ N, 10° 19′ 45″ O        | Stall                     | Zweigeschossiger Bau massiv aus rotem Backstein unter Satteldach in Krempziegeldeckung. Reichhaltige Ziersteinsetzungen und Zierbänder aus gelben Backstein, besonders an Giebelwänden, Segmentbögen und Sohlbänke der Fenster. Auf südlicher Ostseite Verlängerung mit flachen Schweinstallanbau. Im nördlichen Sandsteinpfeiler Datierung auf 1889(i). | 31365550 | BW             |
| Ohestraße 1 52° 15′ 33″ N, 10° 19′ 45″ O        | Hoftor                    | Toreinfahrt aus drei Sandsteinpfeilern mit klassizistischen Ornamentreliefs und profilierten Abdeckplatten sowie Prellsteinen. Schmiedeeiserne Tür- und Torgitter in vegetabiler Ornamentik. | 31365567 | BW             |
| Schäferstraße 2 52° 15′ 21″ N, 10° 19′ 24″ O    | Amtsgericht               | Zweigeschossiger Fachwerkbau auf Kalksteinquadersockel unter Walmdach. Zwerchhaus auf der Südseite über dem Haupteingang, mit Schieferverkleidung, ansonsten verputzte Gefache. Nordwestflügel im EG massiv ersetzt. Historische Haustür mit übergiebelter Holzrahmung erhalten. | 31365591 | BW             |
| Trift 11 52° 15′ 27″ N, 10° 19′ 41″ O           | Hoftor                    | Drei quadergegliederte Sandsteinpfeiler, mit Prellsteinen, leicht auskragenden Abschlussplatte mit Kugel und alten schmiedeeisernen Toren mit Zierspitzen. | 31365632 | BW             |
| Wolfenbütteler Weg 52° 15′ 20″ N, 10° 19′ 49″ O | Friedhof                  | | 31365653 | BW             |
| Zwetschenwinkel 6 52° 15′ 33″ N, 10° 19′ 32″ O  | Wohn-/ Wirtschaftsgebäude | Zweigeschossiger Fachwerkbau auf Sandsteinsockel unter Krüppeldach. Südseite in Stockwerksbauweise, wobei das OG im Wohnteil leicht auskragt, geschwungenen und profilierten Balkenköpfen mit auf der Fußschwelle des OG durchlaufender Inschrift. Nordseite in Ständerbauweise errichtet. Ursprüngliche Dieleneinfahrt im Wirtschaftsteil zugesetzt. | 31365670 | BW             |

## Sierße
| Lage                                               | Bezeichnung       | Beschreibung | ID       | Bild           |
| -------------------------------------------------- | ----------------- | --- | -------- | -------------- |
| An den Alten Schulen 4 52° 16′ 20″ N, 10° 20′ 4″ O | Hoftor            | Toreinfahrt mit zwei profilierten Sandsteinpfeilern mit Kleeblattformen, Inschriften sowie einem Kreuzdach als Kapitell, Prellsteine. Schmiedeeiserne Torflügel mit vegetabiler Ornamentik. | 31367474 | BW             |
| An der Bahn 6 52° 16′ 23″ N, 10° 20′ 8″ O          | Hoftor            | Toreinfahrt mit drei profilierten Sandsteinpfeilern und schmiedeeisernen Gittertoren. Pfeiler kunstvoll mit Ornamenten und Löwenprotomen ausgestaltet, Kapitelle in Kreuzsattelform mit Zierknauf. Torflügel mit längenalternierenden Sprossen mit Zierspitze sowie vegetabilen Ornamenten, die Verstrebungen mit Relieffassung in ihrer Kreuzung. | 31367495 | BW             |
| Dorfstraße 52° 16′ 19″ N, 10° 20′ 2″ O             | Dorfkirche Sierße | Barocke Saalkirche mit einem geschlemmten Barocksaal unter Walmdach in Ziegelpfannendeckung als Langschiff sowie mittelalterlichen Westturm mit gekuppelten Schallarkaden, Schieferhelm sowie zwei äußeren Schlagglocken. Im Langhaus hohe Segmentbogenfenster sowie Portale mit Oberlicht und Werksteineinfassungen. Auf der Südseiten eine Inschriftenplatte. Ein voutengedeckter Innenraum, eine barocke Altar-Kanzel-Wand sowie eine U-förmige Empore gehören zur Ausstattung. Kirchenbau nach Entwurf von J.H. Strauß. | 31367626 | Weitere Bilder |
| Dorfstraße 8 52° 16′ 18″ N, 10° 20′ 8″ O           | Hoftor            | Repräsentative Toreinfahrt aus profilierten Sandsteinpfeilern und schmiedeeisernen Gittertoren. Torpfeiler in klassizistischer Stilistik kanneliert, Kapitelle mit Metopen-Triglyphen und Laubkränzen verziert, abgeschlossen von auskragender Abdeckplatte mit Knauf. Torflügel in aufwendig verschnörkelter vegetabiler Ornamentik. | 31367646 | BW             |
| Dorfstraße 15 52° 16′ 19″ N, 10° 19′ 57″ O         | Hoftor            | Repräsentative Toreinfahrt aus profilierten Sandsteinpfeilern und Gittertoren. Die quadergegliederten Torpfeiler haben Reliefs in Herzform im Kapitellbereich, rechts mit eingelassener Jahreszahl 1876, oben mit kelchartigen Abschluss. Schmiedeeiserne Torflügel mit aufwendiger Volutenornamentik und Zierspitzen. | 31367667 | BW             |
| Dorfstraße 20 52° 16′ 18″ N, 10° 19′ 54″ O         | Wohnhaus          | Zweigeschossiger Fachwerkbau auf Sandsteinsockel unter Viertelwalmdach in Krempziegeldeckung, ebenso der Giebelbehang. Symmetrischer Fachwerkabbund mit roter Backsteinausfachung, im EG verputzt, Südseite des OG mit Schieferbehang. Haupthaus einer Hofanlage. | 31367688 | BW             |
| Dorfstraße 20 52° 16′ 19″ N, 10° 19′ 53″ O         | Scheune           | Fachwerkscheune auf Sandsteinsockel unter Viertelwalmdach in Krempziegeldeckung, ebenso der Nordgiebelbehang. Außermittige Längsdurchfahrt. Fachwerkgefüge mit Lehmziegelausfachung, Nord- und Westseite mit Backsteinausfachung. | 31367705 | BW             |
| Dorfstraße 20 52° 16′ 19″ N, 10° 19′ 53″ O         | Hoftor            | Toreinfahrt in Form von drei Betonpfeilern mit schmiedeeisernen Torflügeln. Torpfeiler mit gemeißelten Relief, Prellsteinen und profilierten Abdeckplatten. Torflügel sprossenunterteilt mit Zierspitzen. Im rechten Torpfeiler ist „1910“ eingemeißelt. | 31367741 | BW             |
| Dorfstraße 20 52° 16′ 19″ N, 10° 19′ 51″ O         | Holzpumpe         | Hofseitige hölzerne Schwengelpumpe, Wasserhahn und Griffstück aus Schmiedeeisen. | 31367757 | BW             |
| Neue Straße 7 52° 16′ 22″ N, 10° 19′ 52″ O         | Hoftor            | Repräsentative Toreinfahrt mit profilierten Sandsteinpfeilern und schmiedeeisernen Torflügeln. Kannelierte Pfeiler mit Weinrankenreliefs in den Kapitellen sowie Prellsteinen. Torflügel mit längenalternierenden Sprossen, Ornamentband und Zierspitzen. | 31367843 | BW             |
| Osterfeld 52° 16′ 2″ N, 10° 20′ 24″ O              | Friedhofskapelle  | Massive und verputzte Friedhofskapelle mit einem hohen Schiff und einem ca. 30 m hohen Turm an der südlichen Traufseite, bündig zum Westgiebel. Hauptportal auf der östlichen Seite und eine runde Apsis auf der Westseite, beide Seiten jeweils mit Treppengiebel. Sockel, Eckquader, Portal- und Fenstereinfassungen sowie Gesimse aus rotem Sandstein. Über dem Hauptschiff Satteldach und Viertelwalmdach über Turm, beide in Falzziegeldeckung. Kupfereindeckungen am Helm des Dachreiters und der Apsis, Westfassade insgesamt in Schiefer verkleidet. Fenster mit Bleiverglasung und Glasmalereien sowie hölzerne Türflügel mit Metallbeschlägen erhalten. | 31367864 | Weitere Bilder |
| Osterfeld 52° 16′ 2″ N, 10° 20′ 27″ O              | Tor               | Friedhofstor in Form von zwei profilierten Sandsteinpfeilern sowie schmiedeeisernen Torflügeln. Pfeiler mit horizontal und vertikal gliedernd profiliert, in den Ecken Schiffskehlen. Kapitelle turmartig mit Kreuzdach und Kuppel auf Tambour gestaltet abgeschlossen. Die Torflügel mit geometrischen Ornament sowie einem zentralen Kreuz über Dreieck konzipiert. | 31367885 | BW             |
| Zum Schaperplatz 4 52° 16′ 16″ N, 10° 19′ 55″ O    | Hoftor            | Repräsentative Toreinfahrt mit profilierten Sandsteinpfeilern und schmiedeeisernen Torgittern. Torpfeiler mit Reliefs in Rauten- und Herzformen, Durchfahrtspfeiler durch Knauf überhöht. Rechter Pfeiler mit Jahreszahl 1876, oben kelchartigen Abschluss. Schmiedeeiserne Torflügel mit längenalternierenden Sprossen mit Zierspitzen, unten Ornamentband mit Kreuzen. | 31367957 | BW             |

### Hofanlage Backestraße 3
| Lage                         | Bezeichnung    | Beschreibung | ID       | Bild |
| ---------------------------- | -------------- | --- | -------- | ---- |
| 52° 16′ 17″ N, 10° 19′ 48″ O | Wohnhaus       | Zweigeschossiger Massivbau aus rotem Backstein mit gelber Ziersteinsetzung. Symmetrische Fassadengliederung mit übergiebelten Mittelrisalit auf der Nord- und Südtraufseite. Sandsteinsockel, teilunterkellert, Satteldach mit Krempziegeldeckung. Westlich angebauter Nebentrakt als Altenteil. | 31367516 | BW   |
| 52° 16′ 18″ N, 10° 19′ 48″ O | Stall          | Westflügel der Hofanlage. Zweigeschossiger Bau, im EG massiv, im OG in Fachwerk mit roter Backsteinausfachung auf Sandsteinsockel unter abgewinkeltem Satteldach in Krempziegeldeckung. | 31367539 | BW   |
| 52° 16′ 19″ N, 10° 19′ 49″ O | Scheune        | Nordflügel der Hofanlage. Massive Scheune aus rotem Backstein mit Wandvorlagen auf Sandsteinsockel unter Viertelwalmdach in Hohlpfannendeckung. Durchfahrt in Korbbogenform. Auf südlicher Traufseite modernes Kragdach. | 31367556 | BW   |
| 52° 16′ 18″ N, 10° 19′ 50″ O | Remise         | Remisenbau auf teils erhöhtem Sandsteinsockel, unterkellert, unter abgewinkeltem Satteldach in Hohlpfannendeckung mit zwei Fledermausgauben. Fachwerkgefüge mit roter Backsteinausfachung, auf Südseite im Querflügel Ausfachung mit Lehmziegeln, ansonsten massive Fassade zum Osten hin, hofseitig Fachwerk mit Drempel und Zwerchhäusern mit Ladeluken in Holzbohlenverschalung. Auf westlicher Giebelseite des südlichen Kopfbaus Inschrift in der Gebälkzone, Datierung nach Brandkasse auf 1909. | 31367573 | BW   |
| 52° 16′ 18″ N, 10° 19′ 49″ O | Hofpflasterung | Hofpflasterung in verschiedenen Belägen und Altersschichten. Zufahrt mit Feldsteinen, Hof mit Grauwacke gepflastert. | 31367609 | BW   |

## Vechelade
| Lage                                       | Bezeichnung               | Beschreibung | ID       | Bild |
| ------------------------------------------ | ------------------------- | --- | -------- | ---- |
| Bürgerstraße 52° 16′ 5″ N, 10° 23′ 7″ O    | Gefallenendenkmal         | Gefallenendenkmal für die aus dem Orte stammenden gefallenen Soldaten mit zentral eingestellten Obelisk sowie flankierenden Natursteintafeln. Obelisk im unteren Bereich gestuft und mit Andachtsversen in den Inschriften versehen, über Gurtgesims Relief in Form von Laubkranz mit eingestellten Eisernen Kreuz sowie darunter gekreuzten Säbeln. Die flankierenden Tafeln in Kreuzform listen die Vermissten und Gefallenen des Zweiten Weltkrieges auf. | 31368544 | BW   |
| Nordstraße 19 52° 16′ 11″ N, 10° 22′ 59″ O | Wohn-/ Wirtschaftsgebäude | Zweigeschossiges Fachwerkbau unter Satteldach in Ziegelpfannendeckung. Hofseitiger östlicher Eingang, Fachwerkgefüge im ehemaligen Wirtschaftsteil in Ständerbauweise, Wohnteil in Stockwerksbauweise mit Fußstreben im OG. Südliche Giebelseite mit dem ersten Stockwerk in Ziegelpfannenbehang. Kopfbau von später angefügten Wirtschaftsanbauten. | 31368564 | BW   |
| Nordstraße 27 52° 16′ 11″ N, 10° 23′ 3″ O  | Wohn-/ Wirtschaftsgebäude | | 31368583 | BW   |

## Vechelde
| Lage                                                 | Bezeichnung                                 | Beschreibung | ID       | Bild |
| ---------------------------------------------------- | ------------------------------------------- | --- | -------- | ---- |
| Hildesheimer Straße 4 52° 15′ 41″ N, 10° 22′ 47″ O   | Herzogliche Domaine                         | Zweigeschossiges Fachwerkgebäude in Stockwerksbauweise auf L-förmigen Grundriss und Sandsteinsockel unter Satteldach in Betonpfannendeckung. Durch Schwellenhöhen und Balkenstärken sind verschiedene Bauabschnitte erkennbar. Auf Symmetrie ausgelegter Fachwerkabbund, mit weiß gestrichener und teils verputzter Backsteinausfachung. Gebälk mit profilierten Holzbohlen verblendet. Im Westen vorkragender Dachüberstand auf profilierten Knaggen. An Ostseite des Hofes alter Brunnen erhalten. | 31368658 | BW   |
| Hildesheimer Straße 5 52° 15′ 41″ N, 10° 22′ 44″ O   | ehem. Amtsgericht (Hauptgebäude)            | Dreigeschossiger Massivbau aus gelben Backstein mit orangefarbenen Bändern auf Sandsteinsockel, darunter Kalksteinquader, unter flach geneigtem Walmdach in Schieferdeckung. EG mit Rundbogenöffnungen, darüber Sohlbankgesims aus Sandstein, darunter Fries mit diamantquaderförmigen Ziegelformsteinen. Fenster in OGs mit Segmentbögen, in Mittelachse der Eingangsseite (Norden) je zwei Fenster durch Segmentbogen zusammengefasst. Im zweiten OG Sandsteinsohlbänke. Traufgesims auskragend mit Ziersteinsetzung und Dachüberstand. Westseite verputzt, Nordseite im EG durch neuen Saalanbau verändert.                       | 31368678 |      |
| Hildesheimer Straße 5 52° 15′ 41″ N, 10° 22′ 44″ O   | ehem. Amtsgericht (Tor)                     | Tor bestehend aus zwei Sandsteintorpfeilern und einem schmiedeeisernen Torgitter. Torpfeiler unten mit Prellsteinen, oben profiliert und im Kapitellbereich stark auskragend. Als oberer Abschluss reich verzierte Vasen mit Festonschmuck und Flammen. Geschwungene Torflügel mit Volutenornamentik, Majuskeln in Rocaillen sowie Zierspitzen. | 31368726 |      |
| Hildesheimer Straße 5 52° 15′ 41″ N, 10° 22′ 42″ O   | ehem. Amtsgericht (Westlicher Seitenflügel) | Eingeschossiger Massivbau aus gelben Backstein mit oranger Bänderung, unterkellert, auf hohen Sandsteinsockel bis zur Sohlbank, darunter Kalksteinquader, unter Satteldach in Schieferdeckung. Fassadenöffnungen in Segmentbögen, große Quereinfahrt auf der Ostseite mit Korbbogen. Dachgeschossfenster mit Sandsteinsohlbänken auf Backsteinkonsolen. | 31368703 | BW   |
| Hildesheimer Straße 5a 52° 15′ 41″ N, 10° 22′ 45″ O  | ehem. Amtsgericht (Östlicher Seitenflügel)  | Eingeschossiger Massivbau aus gelben Backstein mit orangen Bänderung, unterkellert, auf Sandsteinsockel, darunter Kalksteinquader, unter Satteldach in Schieferdeckung. Fassadenöffnungen in Segmentbögen, Haupteingang zur Westtraufseite unter hohem Bogen. | 31368857 | BW   |
| Hildesheimer Straße 5 52° 15′ 37″ N, 10° 22′ 44″ O   | Mahnmal                                     | Hohe Steinskulptur. Drei quaderförmige Blöcke sind leicht versetzt übereinander gestapelt. In den Stirnseiten sind Inschriften in Monumentalbuchstaben eingelassen: „1914-1918; 1939–1945; Die Toten mahnen“. | 31368816 | BW   |
| Hildesheimer Straße 5 52° 15′ 38″ N, 10° 22′ 47″ O   | Figurengruppe                               | Freistehende und lebensgroße Figurengruppe aus Sandstein. Auf einem Sockel schreitet ein bärtiger Mann mit Halbglatze, der eine Frau fest umklammert trägt. Diese in Idealnacktheit windet sich in seinem Griff. Zu ihren Füßen schaut eine Frau mit entblößter Brust gen oben. Rückwärtig fällt das Gewand unter den Flügeln der schreitenden Gestalt hinab. | 31368791 |      |
| Hildesheimer Straße 5 52° 15′ 39″ N, 10° 22′ 49″ O   | Abt Jerusalem-Monument                      | Denkmal zur Andacht an den Theologen Johann Friedrich Wilhelm Jerusalem. Pyramide auf hohen Sandsteinpostament. In den Postamentseiten eingelassene Inschriftentafeln mit Andachtsversen, flankiert von Pfeilerpilastern. Gesimsbereiche mit Blattornamenten hervorgehoben. Auf dem Postament eine Pyramide, in ihrem Sockelbereich eine vollplastische Urne mit arrangiertem Stoffgewand sowie ein aufgeschlagenes Buch als Stillleben vorgelagert, in der Mitte ein Bildnis von Jerusalem im strengen Profil, gerahmt von Eichen- und Palmenzweigen. Oberer Abschluss mit dem Auge der Vorsehung auf einer Kugel, in Gold gefasst. | 31368768 |      |
| Hildesheimer Straße 76 52° 15′ 37″ N, 10° 22′ 10″ O  | Wohnhaus                                    | Zweigeschossiger Massivbau aus rotem Backstein auf hohen verputzen Sockel unter Viertelwalmdach in Falzziegeldeckung. Straßenseitiger Mittelrisalit mit Zwerchhaus unter Satteldach mit Freigespärre. Fassade mit gelben Wandvorlagen an den Ecken sowie gelben Ziersteinsetzungen. Im EG zurückgesetzte Brüstungsfelder, in den OGs durchgehende Sohlbankgesimse, in den Giebelfeldern Konsolgesims. | 31368880 | BW   |
| Hildesheimer Straße 76 52° 15′ 37″ N, 10° 22′ 11″ O  | Einfriedung                                 | Toreinfahrt bestehend aus drei Betonpfeilern mit schmiedeeisernen Torflügeln. Pfeiler profiliert und mit Reliefschmuck versehen, Kapitelle mit vorkragendem Gesims ausgestaltet. Torflügel in Vorhangform gestaltet, mit Ornamentbändern sowie Zierspitzen, in der Durchgangspforte Jahreszahl 1908 eingelassen. Straßenseitige Einfriedung bestehend aus Betonpfeilern auf Betonsockel sowie schmiedeeisernen Zaun. Pfeiler mit profilierten Kapitellen abgeschlossen, Zaungitter mit längenalternierenden Sprossen und Zierspitzen.                                                                                                | 31370953 | BW   |
| Hildesheimer Straße 81 52° 15′ 39″ N, 10° 22′ 17″ O  | Ehemalige Post                              | Zweigeschossiger, traufständiger Massivbau aus rotem Backstein auf Kalksteinsockel, unterkellert, unter Satteldach in Ziegelpfannendeckung. Öffnungen mit Segmentbogenstürzen, Bändern und Fensterrahmungen mit glasierten Ziegeln. Repräsentative Südfassade mit Risalit über außermittigen Eingang, mit Terracottareliefs, vom Treppengiebel abgeschlossen. | 31368365 | BW   |
| Hildesheimer Straße 84 52° 15′ 39″ N, 10° 22′ 20″ O  | Wohnhaus                                    | Eingeschossiges Fachwerkhaus auf Sandsteinsockel, teilunterkellert, unter Satteldach. Fachwerkgefüge in Stockwerksbauweise mit gekuppelten Ständern, symmetrischen Abbund und gestrichener Backsteinausfachung. Auf Südseite Zwerchhaus mit Dreiecksgiebel, im Giebelfeld in backsteingemauerter Okulus. Westliche Giebelwand und Seitenwände des Zwerchhauses verkleidet. | 31368901 | BW   |
| Hildesheimer Straße 52° 15′ 39″ N, 10° 22′ 24″ O     | Christus-Kirche                             | Saalkirche als verputzter Massivbau auf rechteckigen Grundriss mit geradem, etwas breiterem Chorabschluss, unter Walmdach in Hohlpfannendeckung mit mittigem Dachreiter sowie Glockenhaube in Schieferbehang. Fenster und Westportal in Sandsteineinfassungen. An Wetterfahne Jahreszahl 1694. Im Inneren Ausstattung und Empore in klassizistischer Stilistik, Orgel von 1857. | 31368602 |      |
| Hildesheimer Straße 52° 15′ 40″ N, 10° 22′ 23″ O     | Kirchhof                                    | Gelände mit Gedenkstein sowie alten Baumbestand. | 31368625 | BW   |
| Hildesheimer Straße 52° 15′ 39″ N, 10° 22′ 23″ O     | Gedenkstein                                 | Großer Findling auf der Westseite der Kirche, unmittelbar am Portal. Inschrift:„Dem großen Feldherrn Herzog Ferdinand Gutsherrn von Vechelde 1721–1792“. | 31369870 | BW   |
| Hildesheimer Straße 104 52° 15′ 43″ N, 10° 22′ 52″ O | Wohn-/ Wirtschaftsgebäude                   | Zweigeschossiges Gebäude mit westlichen Wohn- und östlichen Wirtschaftsteil auf Sandsteinsockel unter westlich halb abgewalmten Satteldach in Betonpfannendeckung. Fachwerkbau in Stockwerksbauweise mit symmetrischen Abbund, im Obergeschoss des Wohnteils mit Fußstreben-Paaren, sowie verputzter Ausfachung und einer Inschrift im Schwellriegel. Fenster teils in profilierter Holzeinfassung und mit Klappläden. Westgiebel in Faserzementplattenbehang, Ostgiebel in roter Backsteinausfachung. Wirtschaftsteil ist zum Teil ausgebaut, Schornstein im Wohnteil an originaler Platzierung.                                    | 31368940 | BW   |
| Spinnerstraße 52° 15′ 37″ N, 10° 22′ 36″ O           | Tor zur ehemaligen Jutespinnerei            | Das Eingangstor der ehemaligen Jutespinnerei ist heute Gedenkstätte für die Opfer des KZ-Außenlagers Vechelde. Großes massives Tor aus Backstein. Torbogen in profilierter Sandsteineinfassung, die Seitenecken vorkragend mit Lisenen verstärkt. In den oberen Eckzwickeln gefasste schmiedeeiserne Reliefmedaillons. Oberer Abschluss als Gebälk, mit Zahnschnitt gegliedert und mit steinernen Kronen abgeschlossen, die Ecken in flacher Pyramide überhöht. An den Ecklisenen zwei Gedenktafeln. | 31368959 |      |

## Wahle
| Lage                                               | Bezeichnung                      | Beschreibung | ID       | Bild           |
| -------------------------------------------------- | -------------------------------- | --- | -------- | -------------- |
| Am Brink 4 52° 16′ 16″ N, 10° 21′ 44″ O            | Hoftor                           | Einfahrt mit kannelierten Sandsteinpfeilern mit Kreuzdachkapitellen, Prellsteinen und ornamentartig gestalteten schmiedeeisernen Torflügeln und Eingangstor. | 31368979 | BW             |
| Am Brink 7 52° 16′ 17″ N, 10° 21′ 48″ O            | Hoftor                           | Toreinfahrt mit drei quadergegliederten Sandsteinpfeilern, einem gesimsartigen Aufsatz mit Kugel, Prellsteinen, Torflügel und Eingangstor aus Schmiedeeisen mit Zierspitzen. | 31368998 | BW             |
| Am Brink 11 52° 16′ 15″ N, 10° 21′ 49″ O           | Hoftor                           | Toreinfahrt mit drei quadergegliederten, farbig gefassten Sandsteinpfeilern mit auskragenden kapitellartigen Abschlußplatten mit krönender Kugel und Prellsteinen. Die schmiedeeisernen Tor- und Türgitter wurden erneuert. | 31369275 | BW             |
| Auestraße 30 52° 16′ 10″ N, 10° 21′ 50″ O          | Wohn-/ Wirtschaftsgebäude        | Zweigeschossiges giebelständiges Vierständer-Hallenhaus in Stockwerkszimmerung unter Krüppelwalmdach errichtet. OG leicht auskragend mit profilierten Füllhölzern zwischen den Balkenköpfen, Diagonalstreben zur Aussteifung. | 46792672 | BW             |
| Fürstenauer Straße 12 52° 16′ 13″ N, 10° 21′ 42″ O | Wohn-/ Wirtschaftsgebäude        | Zweigeschossiges Fachwerkgebäude in Stockwerksbauweise auf zum Teil Sandsteinsockel, tw. mit Backstein-Rollschicht unter Krüppelwalmdach mit Dachüberstand. Backsteinausfachung tw. verputzt und gestrichen, leicht vorkragendes OG mit profilierten Balkenköpfen sowie Füllhölzern an beiden Traufseiten, gekuppelte Ständer. | 31369032 | BW             |
| Fürstenauer Straße 12 52° 16′ 13″ N, 10° 21′ 41″ O | Hoftor                           | Einfahrt mit kannelierten Sandsteinpfeilern mit Kreuzdachkapitellen, Prellsteinen und ornamentartig gestalteten schmiedeeisernen Torflügeln und Eingangstor. | 31369051 | BW             |
| Fürstenauer Straße 15 52° 16′ 16″ N, 10° 21′ 40″ O | Hoftor                           | Hofeinfahrt aus drei hohen quadergegliederten Sandsteinpfeilern mit Kapitell und Kugel sowie schmiedeeisernen Torflügel mit Zierspitzen und Kreuzverstrebungen mit tw. erhaltenen Rosetten.Zierspitzen. | 31369072 | BW             |
| Fürstenauer Straße 17 52° 16′ 19″ N, 10° 21′ 40″ O | Hoftor                           | Toreinfahrt mit drei hohen kannelierten Sandsteinpfeilern, auskragenden Kapitellen mit krönender Kugel, Prellsteinen und schmiedeeisernen Torflügeln mit Kreuzverstrebungen, Rosetten und Zierspitzen. | 31369093 | BW             |
| Fürstenauer Straße 18 52° 16′ 21″ N, 10° 21′ 44″ O | Wohnhaus                         | Zweigeschossiger Fachwerkbau mit Backsteinausfachung auf Sandsteinsockel mit drei Schichten Backstein unter der Fußschwelle unter Halbwalmdach. OG kragt leicht aus, auf südlicher Hofseite Balkenköpfe, Füllhölzer und Obergeschossschwelle profiliert. | 31369114 | BW             |
| Fürstenauer Straße 18 52° 16′ 20″ N, 10° 21′ 43″ O | Pfeiler                          | Hofeinfahrt aus drei hohen profilierten und gestalteten Sandsteinpfeilern mit auskragender Abdeckplatte und vasenartigen Aufsätzen. Mit Prellsteinen. | 31369134 | BW             |
| Fürstenauer Straße 19 52° 16′ 21″ N, 10° 21′ 40″ O | Hoftor                           | Hofeinfahrt mit drei hohen gequaderten Sandsteinpfeilern mit Radabstandshaltern, abschließenden Kapitellen mit Kugeln sowie schmiedeeisernen geschwungenen Torflügeln mit Zierspitzen. | 31369155 | BW             |
| Schmiedestraße 4 52° 16′ 20″ N, 10° 21′ 46″ O      | Wohn-/ Wirtschaftsgebäude        | Zweigeschossiger langgestreckter Fachwerkbau in Stockwerkszimmerung und Schwelle-Ständer-Streben auf Sandsteinsockel unter Halbwalmdach und Giebelbehang mit Krempziegeln. Südfassade mit Backsteinausfachung, im OG drei Gefache mit figuriertem Verband ausgefüllt, ansonsten tw. verputzte Lehmausfachungen. Quereinfahrt auf der Südtraufenseite mit dahinter in Längsrichtung liegender Halle. | 31369174 | BW             |
| Schmiedestraße 4 52° 16′ 19″ N, 10° 21′ 47″ O      | Scheune                          | Eingeschossige Fachwerkscheune mit roter Backsteinausfachung auf Sandsteinsockel unter Satteldach mit Giebeldreieck und Krempziegeln. Mit Längs- und Quereinfahrt. | 31369196 | BW             |
| Schulstraße 4 52° 16′ 11″ N, 10° 21′ 45″ O         | Kirche St. Martini               | Einschiffige verputzte Bruchsteinkirche mit gerade abschließendem Chor unter Walmdach und schiefergedecktem Turmhelm. Das Kirchenschiff ist im Norden etwas breiter als der Turm, im Süden schließt er bündig an. Schiff und Chor besitzen rechteckige Öffnungen mit Sandsteinrahmungen, der Turm mit westseitiger Türöffnung hat Schallöffnungen mit runden Hauptbögen und zurückgesetzten kleeblattartigen Teilungsbögen mit Säule im Süden. Auf Ostseite des Turmhelms übergiebeltes Uhrziffernblatt. | 31369218 | Weitere Bilder |
| Schulstraße 4 52° 16′ 11″ N, 10° 21′ 47″ O         | Ehrenmal 1914/1818 und 1939/1945 | Gedrungener quaderförmiger, sich leicht nach oben verjüngender Werkstein auf niedrigem Sockel mit Steinkugeln an den Ecken. Steinblock mit teils oval eingefassten Inschriften und Eisernes Kreuz als krönender Abschluss auf mansardförmiger Steinhaube. | 31369238 |                |
| Schulstraße 7 52° 16′ 12″ N, 10° 21′ 48″ O         | Hoftor                           | Toreinfahrt bestehend aus drei gequaderten farbig gefassten Sandsteinpfeilern mit kapitellartiger Abdeckplatte mit Kugel, Prellsteinen und schmiedeeisernen Tor und Tür mit ornamentartigen Verzierungen und Zierspitzen. | 31369256 | BW             |